# Queenslandolaelaps berlesei
Queenslandolaelaps berlesei är en spindeldjursart som beskrevs av Womersley 1956. Queenslandolaelaps berlesei ingår i släktet Queenslandolaelaps och familjen Ologamasidae. Inga underarter finns listade i Catalogue of Life.